# National First Division
A National First Division (NFD), oficialmente conhecida como Motsepe Foundation Championship por motivos de patrocínio, é uma liga de futebol profissional sul-africana, ela equivale a segunda divisão local. A liga dá acesso a Premier Soccer League. É organizada pela National Soccer League.

## História
Um segundo nível de futebol na África do Sul existe desde 1987.

## Campeões
| Regiões  | Regiões                   | Regiões             | Regiões                | Regiões                   |
| Ano      | Cabo Oeste                | Natal/Cape/Leste    | Norte                  | Sul                       |
|          | Campeão                   | Campeão             | Campeão                | Campeão                   |
| -------- | ------------------------- | ------------------- | ---------------------- | ------------------------- |
| 1996/97  | Santos                    | African Wanderers   | Black Leopards         | Tembisa Classic           |
| Regiões  |                           |                     |                        |                           |
| Year     | Costal                    | Costal              | Inland                 | Inland                    |
|          | Campeão                   | Vice                | Campeão                | Vice                      |
| 1997/98  | Seven Stars               | Michau Warriors     | Dynamos                | Witbank Aces              |
| 1998/99  | African Wanderers         | Avendale Athletico  | Tembisa Classic        | Ria Stars                 |
| 1999/00  | Golden Arrows             | Avendale Athletico  | Ria Stars              | Dynamos                   |
| 2000/01  | Amazulu                   | Park United         | Black Leopards         | Bloemfontein Young Tigers |
| 2001/02  | African Wanderers         | Avendale Athletico  | Dynamos                | Silver Stars              |
| 2002/03  | AmaZulu                   | Premier United      | Silver Stars           | Bloem Celtic              |
| 2003/04  | Bush Bucks                | Avendale Athletico  | Bloemfontein Celtic    | Free State Stars          |
| Nacional |                           |                     |                        |                           |
|          | Campeão                   | Vice                | Terceiro               | Quarto                    |
| 2004/05  | Free State Stars          | Durban Stars        | Hellenic F.C.          | Tembisa Classic           |
| 2005/06  | Wits University           | City Pillars        | Vasco Da Gama          | Benoni Premier United     |
| 2006/07  | Free State Stars          | Winners Park        | Pretoria University    | FC AK                     |
| Regiões  |                           |                     |                        |                           |
| Ano      | Coastal                   | Coastal             | Inland                 | Inland                    |
|          | Campeão                   | Vice                | Campeão                | Vice                      |
| 2007/08  | Maritzburg United         | Bay United          | FC AK                  | Dynamos                   |
| 2008/09  | Carara Kicks              | FC Cape Town        | Jomo Cosmos            | Mpumalanga Black Aces     |
| 2009/10  | Vasco Da Gama             | Nathi Lions         | Black Leopards         | African Warriors          |
| 2010/11  | Bay United                | Thanda Royal Zulu   | Jomo Cosmos            | Black Leopards            |
| Nacional |                           |                     |                        |                           |
|          | Campeão                   | Vice                | Terceiro               | Quarto                    |
| 2011/12  | Pretoria University F.C.  | Chippa United F.C.  | Thanda Royal Zulu F.C. | Blackburn Rovers          |
| 2012/13  | Polokwane City            | Santos              | Mpumalanga Black Aces  | Thanda Royal Zulu         |
| 2013/14  | Chippa United F.C.        | Black Leopards F.C. | Milano United F.C.     | Baroka F.C.               |
| 2014/15  | Lamontville Golden Arrows | Jomo Cosmos         | Black Leopards F.C.    | Thanda Royal Zulu FC      |
| 2015/16  | Baroka F.C.               | Highlands Park F.C. | Mbombela United F.C.   | Witbank Spurs F.C.        |

| Promovido a PSL | Playoff derrotado |